# Joseba Beloki
Joseba Beloki Dorronsoro (Lazkao, 12 augustus 1973) is een Spaans voormalig beroepswielrenner, van 1998 tot 2006. Rond de eeuwwisseling en even erna was Beloki een prominent ronderenner. Hier kwam een eind aan na een zware val in de Ronde van Frankrijk van 2003.
Zijn broer Gorka was ook beroepswielrenner en zijn zoon Markel werd profrenner in 2024 bij de Amerikaanse UCI World Tour-wielerploeg EF Education - EasyPost.

## Carrière
De Bask Joseba Beloki werd pas relatief laat, op 25-jarige leeftijd, beroepswielrenner, bij de Baskische Euskaltel-ploeg. Twee jaar hierna, in 2000, volgde zijn doorbraak. Hij won zijn eerste wedstrijd, een tijdrit in de Ronde van Romandië, en later dat jaar werd hij derde in de Ronde van Frankrijk, achter Lance Armstrong en Jan Ullrich. In 2001 herhaalde hij deze prestatie, en in 2002 werd hij, bij afwezigheid van Ullrich, zelfs tweede in de Tour. In de Ronde van Spanje van 2002 eindigde Beloki met een derde plaats eveneens op het podium. Hij droeg in die ronde ook vier dagen de leiderstrui, nadat hij met zijn ploeg ONCE de eerste etappe, een ploegentijdrit, had gewonnen.
Beloki kreeg vaak negatieve kritiek, omdat hij zelf zelden aanviel en alleen probeerde te volgen. Tijdens de Ronde van Frankrijk van 2003 ontpopte hij zich tot een aanvaller, maar dit was van korte duur. Hij kwam in de negende etappe, die onder zeer hete temperaturen moest worden verreden, zwaar ten val. Tijdens de gevaarlijke afdaling van de Côte de la Rochette liep de band van zijn achterwiel. Bij de val brak hij zijn dijbeen, zijn pols en zijn elleboog. Armstrong, die achter hem reed, moest even door het veld om hem te ontwijken. Sinds deze val heeft Beloki niet meer op zijn oude niveau gepresteerd.
In 2006 werd Beloki's naam genoemd in het dopingschandaal Operación Puerto. Eind 2007 besloot hij met wielrennen te stoppen. Hij reed dat jaar al geen koersen meer.
In februari 2010 keerde Beloki terug in het wielrennen als assistent-ploegleider bij de beloftenploeg van de bescheiden Spaanse formatie Cafés Baqué.

## Belangrijkste overwinningen
2000
- 3e etappe deel b Ronde van Romandië
- 5e etappe Ronde van Asturië
- Eindklassement Ronde van Asturië

2001
- 4e etappe Ronde van Catalonië
- 8e etappe Ronde van Catalonië
- Eindklassement Ronde van Catalonië

2002
- Escalada a Montjuich
- 6e etappe Euskal Bizikleta
- 1e etappe Ronde van Spanje (ploegentijdrit)

2003
- 5e etappe Euskal Bizikleta
- 3e etappe Clásica Alcobendas
- Eindklassement Clásica Alcobendas

## Resultaten in voornaamste wedstrijden
| Jaar | Ronde van Italië | Ronde van Frankrijk | Ronde van Spanje |
| ---- | ---------------- | ------------------- | ---------------- |
| 1999 |                  |                     | opgave           |
| 2000 |                  | ↑                   |                  |
| 2001 |                  | ↑                   | opgave           |
| 2002 |                  | ↑                   | ↑ (1)            |
| 2003 |                  | opgave              |                  |
| 2004 |                  |                     | opgave           |
| 2005 | opgave           | 75e                 | 39e              |

| Jaar | Ronde van Lombardije |  | WK op de weg |
| ---- | -------------------- |  | ------------ |
| 1999 |                      |  |              |
| 2000 |                      |  |              |
| 2001 |                      |  | 45e          |
| 2002 | 8e                   |  | 112e         |
| 2003 |                      |  |              |
| 2004 |                      |  |              |
| 2005 |                      |  |              |